# Ломбардська ліга
Ломба́рдська лі́га (італ. Lega Lombarda) — союз міст Ломбардії в ході їхньої боротьби за незалежність від Священної Римської Імперії (XII—XIII століття). Хоча теоретично це завжди був один і той же суб'єкт, утворений для захисту муніципальних свобод, але прийнято говорити про дві різні Ліги, щоб диференціювати період, в якому ліга воювала проти Фрідріха I Барбаросси, від періоду, в якому вона воювала проти його онука Фрідріха II Гогенштауфена.
Незважаючи на те, що основним призначенням Ліги було військове співробітництво, вона також мала стабільний спільний уряд, що вважається одним із перших в Європі прикладів конфедеративної системи, що складається з комун.

## Перша Ломбардська ліга

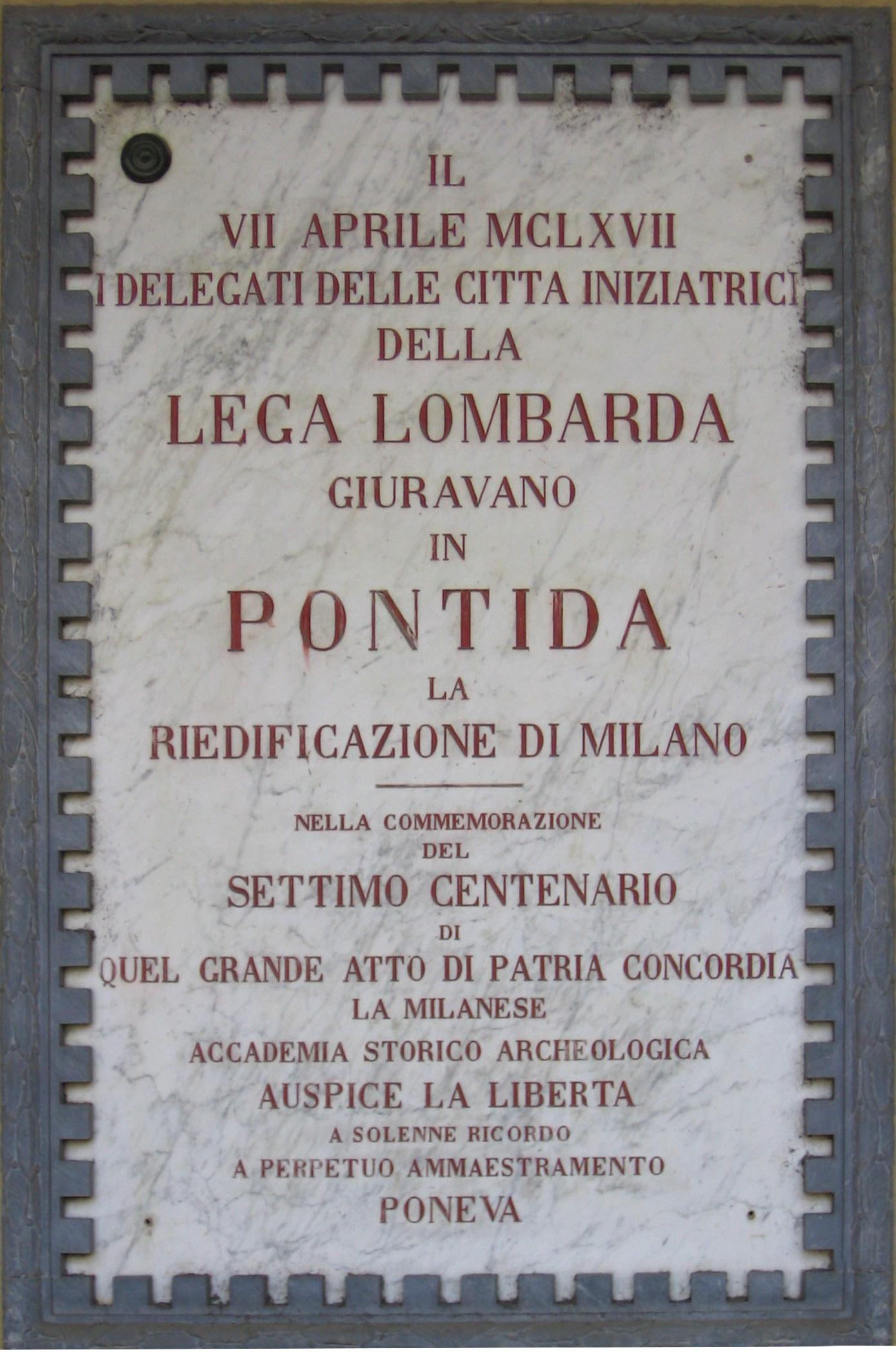
Понтида: пам'ятна дошка про присягу Першої Ломбардської Ліги

Перша ломбардська ліга була створена 7 квітня 1167 року в абатстві Понтида, де вона була закріплена однойменною легендарною клятвою, так званою Понтидською присягою. Муніципалітетами-засновниками Ломбардської ліги були Мілан, Лоді, Феррара, П'яченца та Парма. 1 грудня 1167 р. союз був розширений завдяки злиттю з Веронською лігою та участі інших муніципалітетів півночі Італії (які на той час називалися «Ломбардія»). Це призвело до того, що ліга досягла участі 26, а пізніше 30 муніципалітетів, в тому числі: Крема, Кремона, Мантуя, Боббіо, Бергамо, Брешія, Генуя, Болонья, Падуя, Модена, Реджо-нель-Емілія, Тревізо, Венеція, Новара, Тортона, Верчеллі, Віченца та Верона.
Ліга була створена для протидії Фрідріху I «Барбароссі», імператору Священної Римської імперії, який здійснював спроби відновити імперський вплив на півночі Італії. Це прагнення Барбаросси також було підтримано двома ломбардськими містами, які ніколи не були частиною, якщо не враховувати деяких коротких періодів, Ліги: Павією та Комо. 1158-го Фрідріх вимагав прямого контролю над Північною Італією на рейхстагу в Ронкальї, що поблизу П'яченци; кілька разів здійснював вторгнення на італійський півострів з метою відновлення імперської влади та покарання повсталих муніципалітетів. ліга користувалася підтримкою папи Олександра III, який також прагнув зменшення імператорської влади в Італії. Місто Алессандрія, засноване в П'ємонті Ломбардською лігою, взяло своє ім'я від імені Папи Римського і народилося як антиімперська фортеця на кордоні Монферратського маркграфства (маркізату), союзника Барбаросси.
У Битві при Леньяно 29 травня 1176 р. Фрідріх Барбаросса був розгромлений військами Ломбардської ліги, очолювані капітаном Гвідо да Ландріано, колишнім консулом Мілану, ректором Ломбардської ліги, та досвідченим лицарем (за поширеними народними переказами, муніципальні війська натомість очолював легендарний вождь ломбардів Альберто да Джуссано). Після вирішальної поразки під Леньяно імператор прийняв шестирічне перемир'я (так зване «Венеційське перемир'я»), яке тривало до Констанцького миру, після чого комуни північної Італії погодились залишатися вірними Імперії в обмін на повну автономію міст Ломбардської ліги.
Джорджо Джуліні повідомляє у своїх Спогадах, що історик з Лоді Морена особисто бачив в 1160 році міланський карроччо, символ муніципальної автономії, на якому стояв «величезний білий прапор з червоним хрестом», прапор, який також був встановлений на карроччо, який використовувався в битві при Леньяно. Ломбардська ліга фактично обрала своїм прапором прапор Мілана — червоний хрест на білому тлі.
Ломбардська ліга була відновлена в 1198—1208 роках під час війн між Оттоном IV і Філіпом Швабським. 1197 р. помер син Барбаросси Генріх VI. Під час незрозумілого спадкоємства престолу імперії ліга представляла інтереси ломбардських комун як проти Папи Римського, так і проти різних королів, груп інтересів, а після приходу до влади Фрідріха II також проти нього. Однак у цей період Ломбардська ліга вже не досягла такого значення, як у більш ранній період, хоча вона виступала серйозним політичним та військовим противником Фрідріха II.

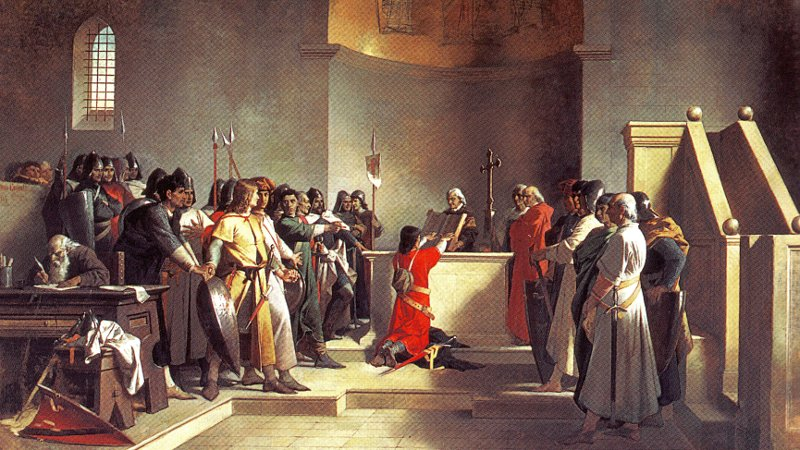
"Понтидська присяга" Амоса Кассіолі зображує присягу на вірність Ломбардській лізі
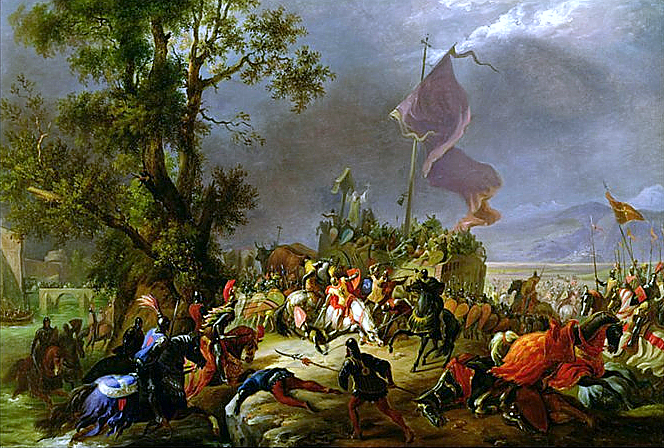
Битва під Леньяно на картині Массімо д'Азеліо
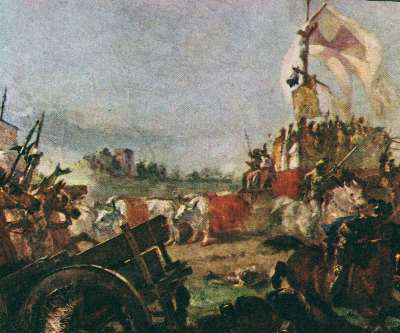
Карроччо під час битви при Леньяно, картина Амоса Кассіолі. На карроччо ви можете побачити прапор Ломбардської ліги - білий прапор з червоним хрестом на ньому, який був запозичений у Мілана
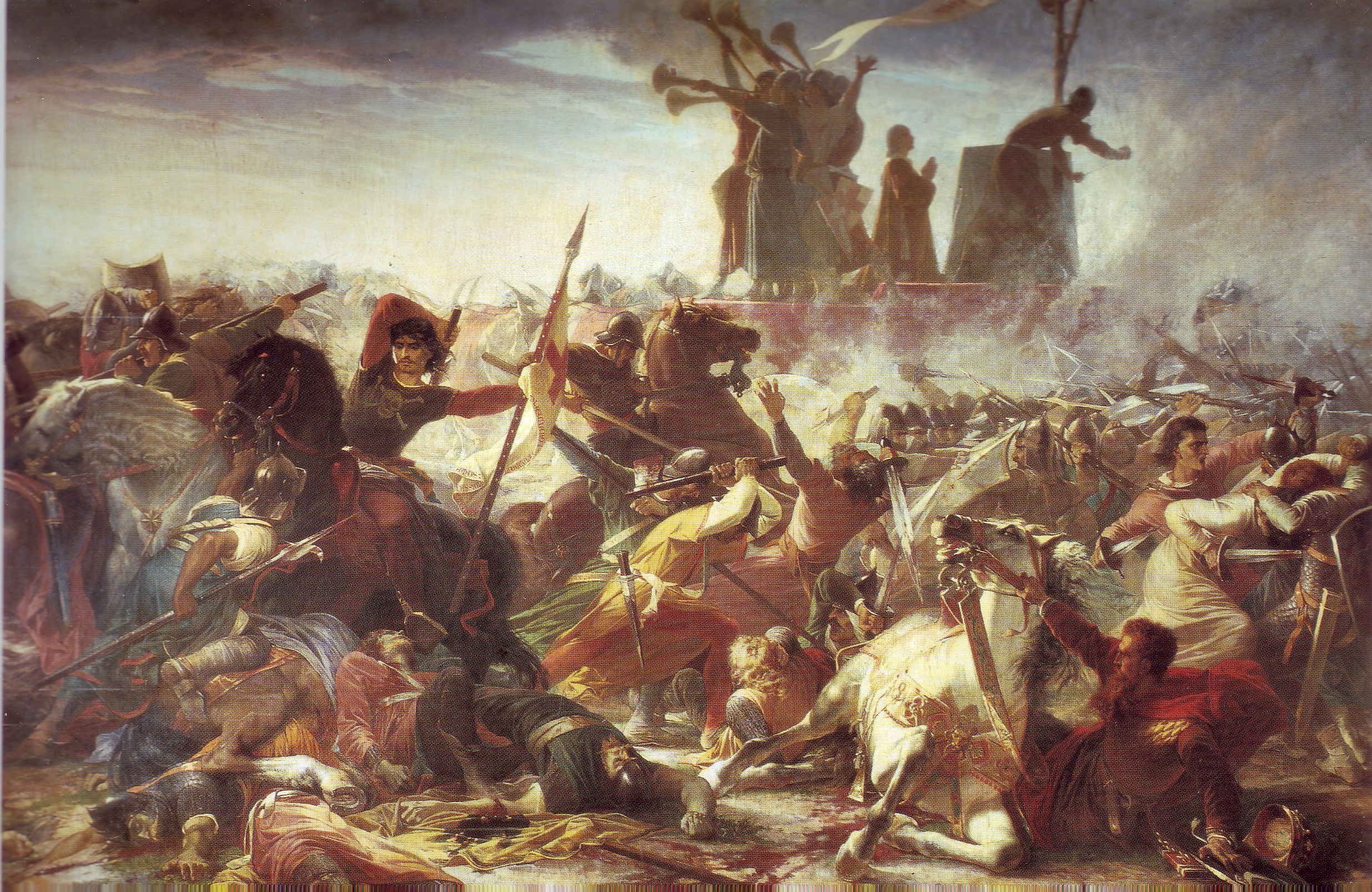
"Битва при Леньяно" Амоса Кассіолі (1860-1870, Галерея сучасного мистецтва, Палаццо Пітті, Флоренція)
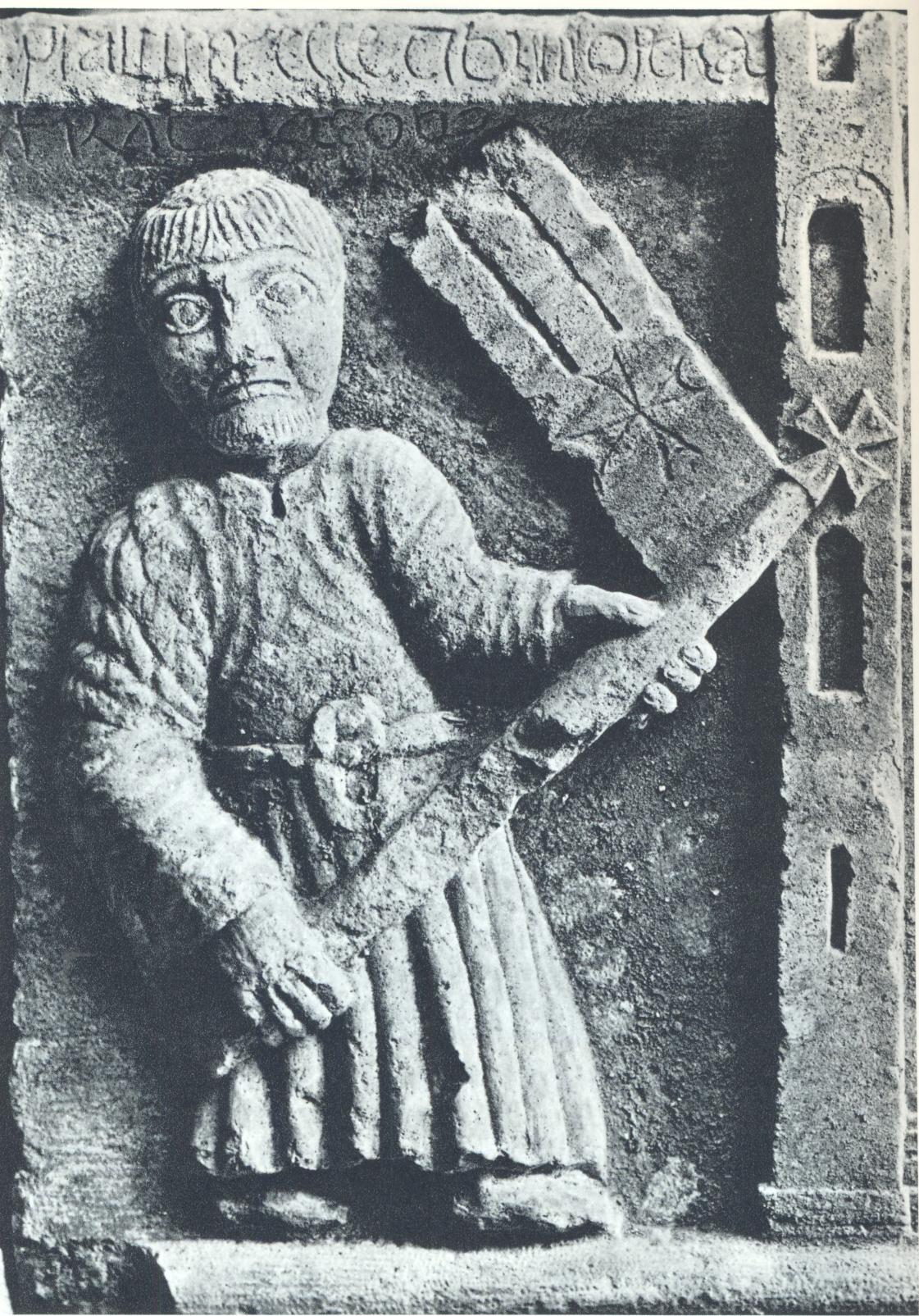
Ломбардський знаменосець знову в'їжджає в Мілан в 1167 році (рік заснування Ліги) після його знищення в 1162 році імператором Фрідріхом I. Барельєф Порта Романа, Мілан (1171)
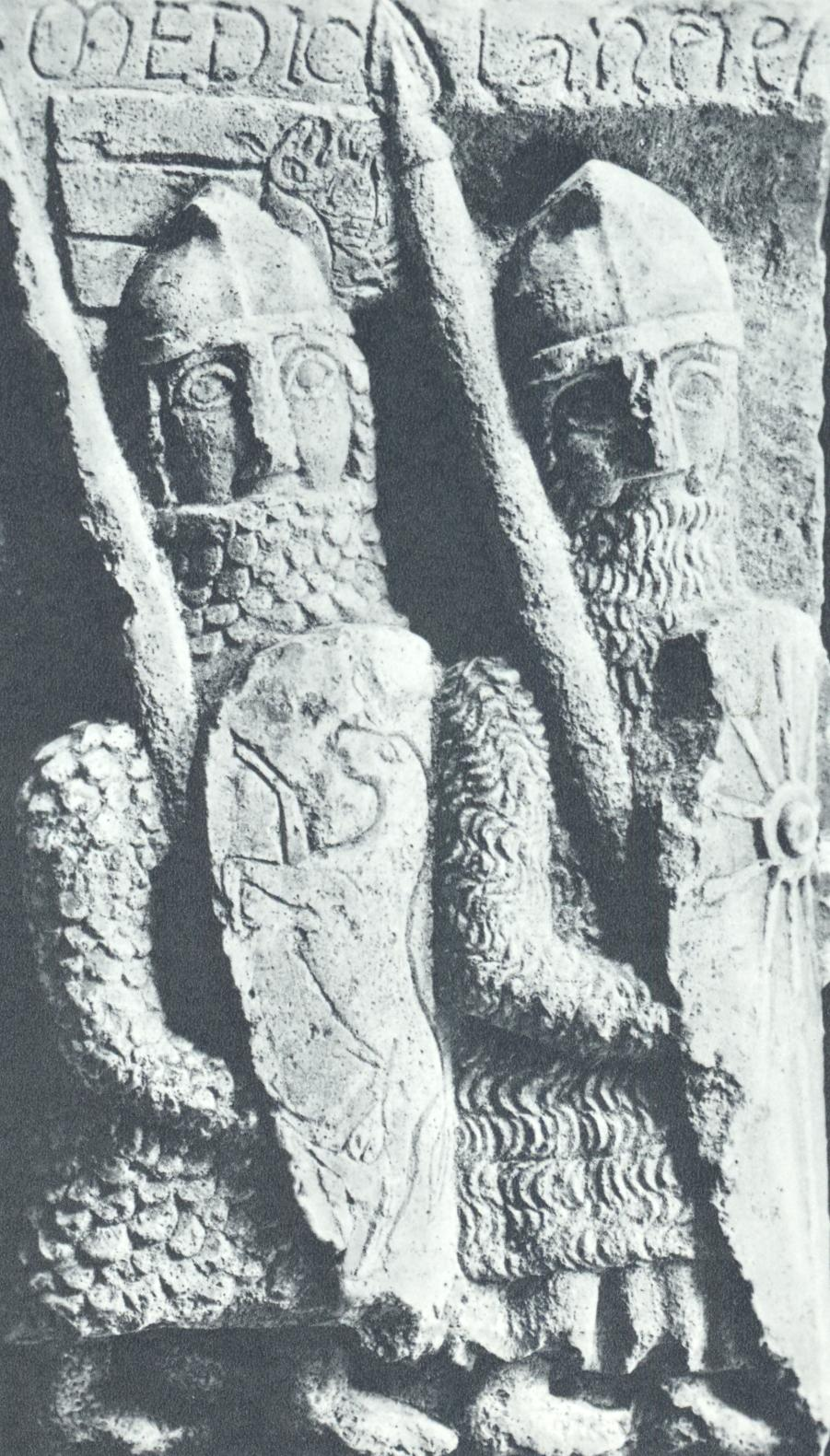
Ломбардські солдати. Барельєф Порта Романа, Мілан (1171)
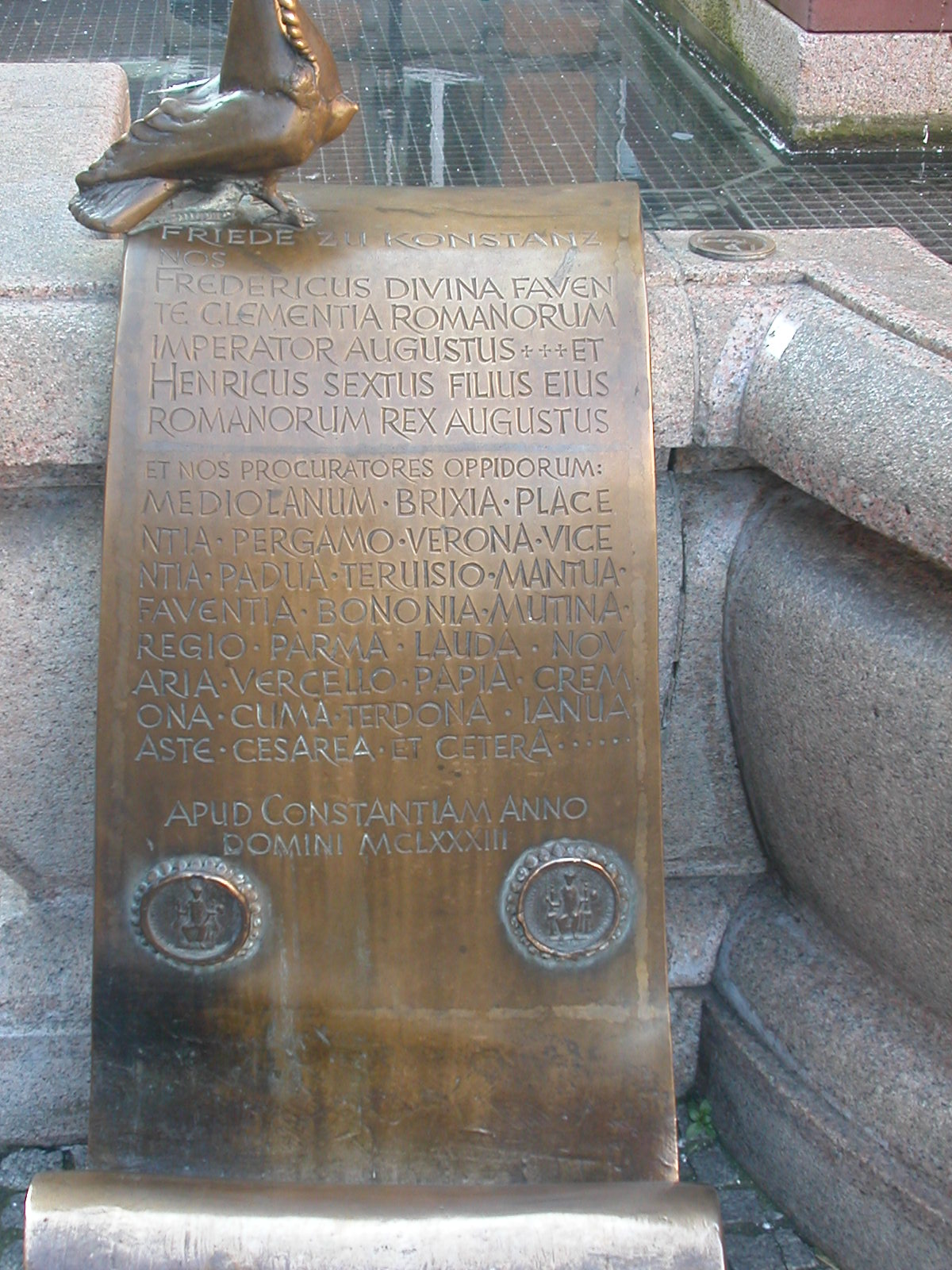
Бронзова копія Констанцького миру. Констанц. Зображує комуни-учасниці Ломбардської ліги в 1183 році

## Друга Ломбардська ліга

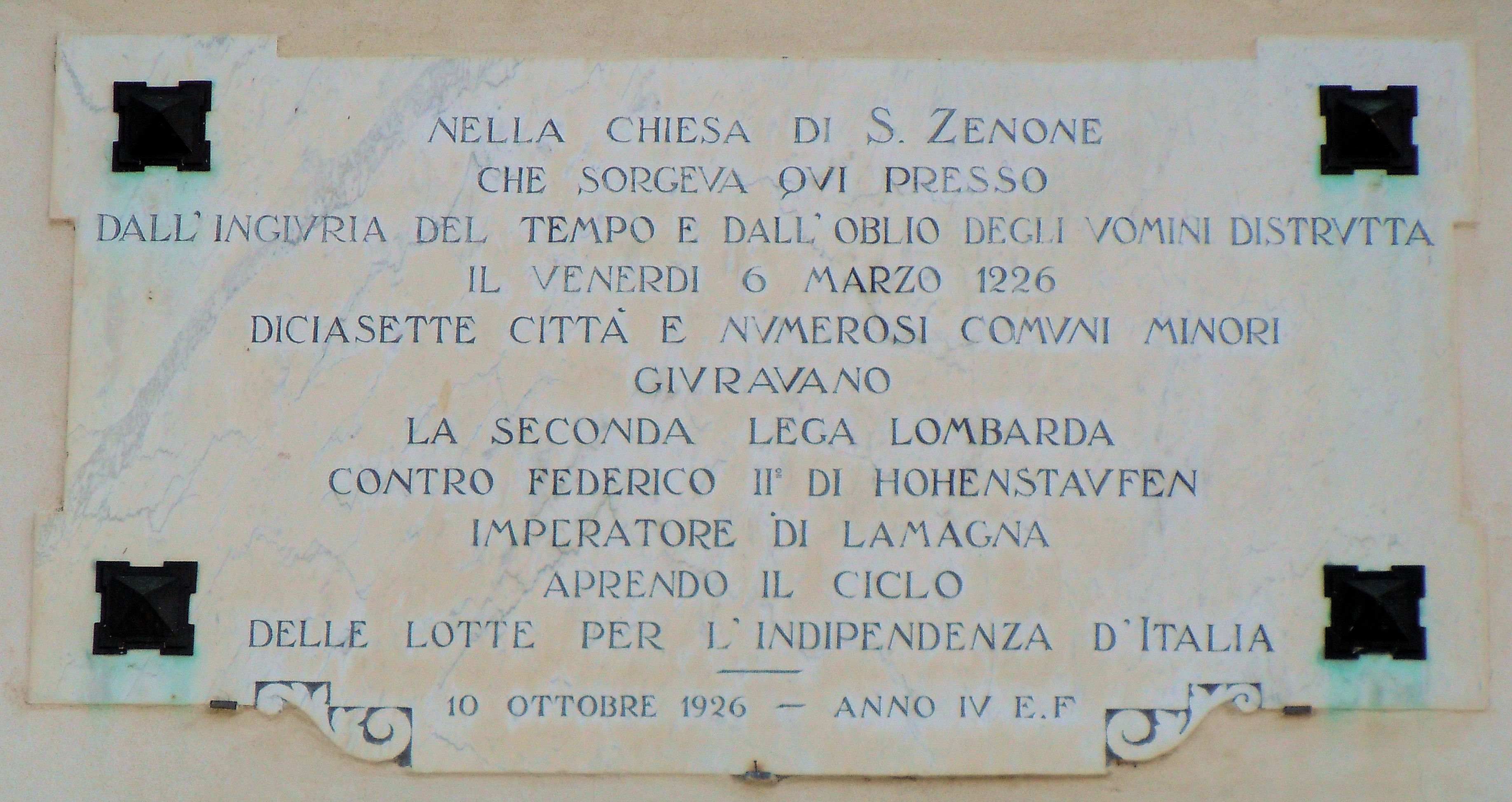
Мозіо: меморіальна дошка на згадку про Другу Ломбардську Лігу

Скориставшись прерогативою, наданою Фрідріхом Барбароссою щодо прийняття заходів з міркувань оборони, деякі муніципалітети вирішили створити другу Ломбардську лігу. Після місяців таємних переговорів, підтриманих папою Гонорієм III, 2 березня 1226 року делегати Мілана, Болоньї, П'яченци, Верони, Брешії, Фаенци, Мантуї, Верчеллі, Лоді, Бергамо, Турина, Алессандрії, Віченци, Падуї та Тревізо зустрілися в церкві Сан-Зеноне поблизу Мозіо, сьогодні є частиною Акванегра-суль-К'єз, для створення військового союзу тривалістю 25 років. Також завдяки папському втручанню граф Біандрат, Боніфацій II дельї Алерамічі маркіз Монферратський, комуни Крема та Феррара також приєдналися до другої Ліги, а пізніше, у 1227 році, також приєдналася комуна Віджевано.
Ліга повернула свій давній авторитет, протистоячи політиці Фрідріха II Гогенштауфена, яка була зосереджена на зростанні імператорської влади в Італії. Ці зусилля включали Битву під Кортенуово (27 — 28 листопада 1237 р.), яка завершилася перемогою Фрідріха II із захопленням карроччо, пізніше відправленого до Риму в якості натяку папі, і захопленням імператорською стороною Віченци. Мілан та ще п'ять міст продовжували чинити опір, і тому в жовтні 1238 року імператору довелося зняти облогу Брешії. Вирішальною була роль Болоньї, лицарі якої, вигравши битву при Фоссальте проти гібелінів Модени, захопили Енцо, володаря Сардинії, позашлюбного сина Фрідріха II. Енцо Сардинський проведе 23 роки в ув'язненні в Болоньї в палаці, що тепер носить ім'я Палаццо-Ре-Енцо. Підтримана папою, Ломбардська ліга зуміла зірвати спроби Фрідріха II, а потім зникла 1250 р. після смерті імператора.

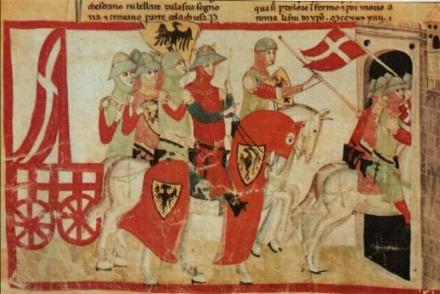
Середньовічна мініатюра зображує битву під Кортенуово (1237)
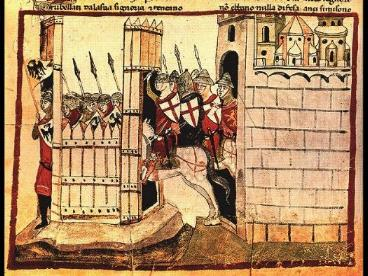
Середньовічна мініатюра зображує битву при Пармі (1248)
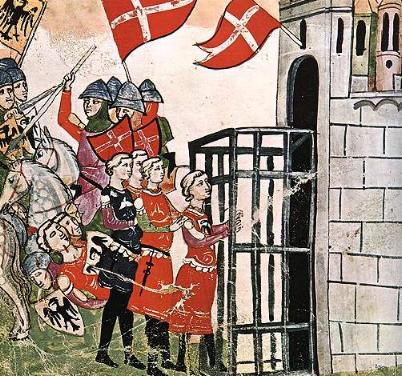
Середньовічна мініатюра зображує битву при Фоссальте (1249)

## Учасники Ломбардської Ліги (в різний час)

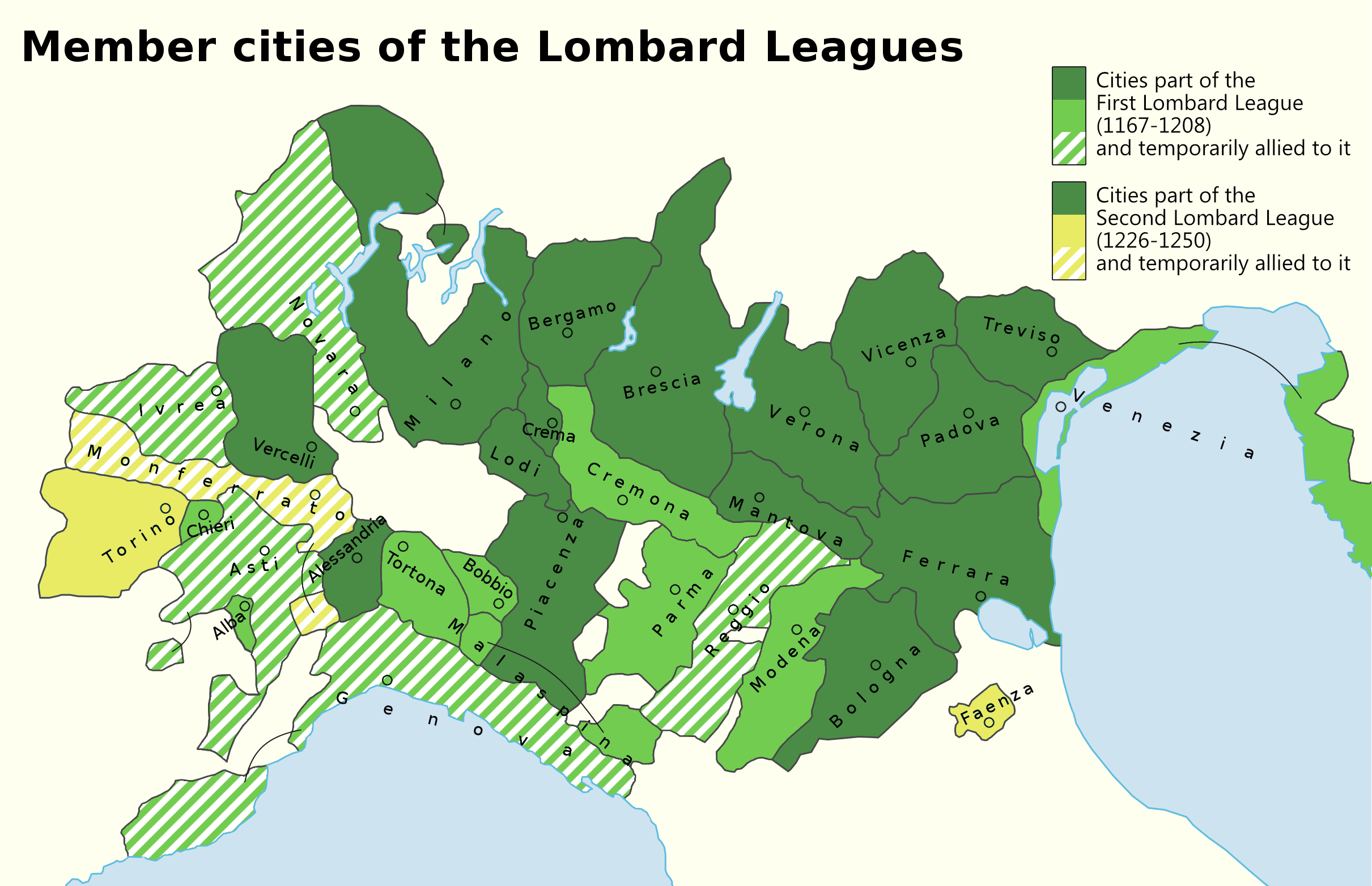
Учасники Першої та Другої Ломбардської Ліг.

### Перша Ломбардська ліга
- Мілан (італ. Milano) — з 7 квітня 1167, учасниця присяги в абатстві Понтида,
- Лоді (італ. Lodi) — з 7 квітня 1167, учасниця присяги в абатстві Понтида,
- Парма (італ. Parma) — з 7 квітня 1167, учасниця присяги в абатстві Понтида,
- П'яченца (італ. Piacenza) — з 7 квітня 1167, учасниця присяги в абатстві Понтида,
- Феррара (італ. Ferrara) — з 7 квітня 1167, учасниця присяги в абатстві Понтида,
- Верона (італ. Verona), учасниця Веронської ліги,
- Віченца (італ. Vicenza), учасниця Веронської ліги,
- Падуя (італ. Padova), учасниця Веронської ліги,
- Тревізо (італ. Treviso), учасниця Веронської ліги,
- Крема (італ. Crema),
- Бергамо (італ. Bergamo),
- Боббіо (італ. Bobbio),
- Болонья (італ. Bologna),
- Брешія (італ. Brescia),
- Венеція (італ. Venezia),
- Верчеллі (італ. Vercelli),
- Генуя (італ. Genova),
- Кремона (італ. Cremona),
- Мантуя (італ. Mantova),
- Модена (італ. Modena),
- Новара (італ. Novara),
- Реджо-нель-Емілія (італ. Reggio nell'Emilia),
- Тортона (італ. Tortona).

### Друга Ломбардська ліга
- Алессандрія (італ. Alessandria) — з 2 березня 1226, учасниця зустрічі в церкві Сан-Зеноне,
- Бергамо (італ. Bergamo) — з 2 березня 1226, учасниця зустрічі в церкві Сан-Зеноне,
- Болонья (італ. Bologna) — з 2 березня 1226, учасниця зустрічі в церкві Сан-Зеноне,
- Брешія (італ. Brescia) — з 2 березня 1226, учасниця зустрічі в церкві Сан-Зеноне,
- Верона (італ. Verona) — з 2 березня 1226, учасниця зустрічі в церкві Сан-Зеноне,
- Верчеллі (італ. Vercelli) — з 2 березня 1226, учасниця зустрічі в церкві Сан-Зеноне,
- Віченца (італ. Vicenza) — з 2 березня 1226, учасниця зустрічі в церкві Сан-Зеноне,
- Мантуя (італ. Mantova) — з 2 березня 1226, учасниця зустрічі в церкві Сан-Зеноне,
- Мілан (італ. Milano) — з 2 березня 1226, учасниця зустрічі в церкві Сан-Зеноне,
- Падуя (італ. Padova) — з 2 березня 1226, учасниця зустрічі в церкві Сан-Зеноне,
- П'яченца (італ. Piacenza) — з 2 березня 1226, учасниця зустрічі в церкві Сан-Зеноне,
- Тревізо (італ. Treviso) — з 2 березня 1226, учасниця зустрічі в церкві Сан-Зеноне,
- Фаенца (італ. Faenza) — з 2 березня 1226, учасниця зустрічі в церкві Сан-Зеноне,
- граф Біандрат (італ. Conti di Biandrate),
- Боніфацій II дельї Алерамічі (італ. Bonifacio II degli Aleramici), маркіз Монферрато, король Фессалоніки,
- Крема (італ. Crema),
- Феррара (італ. Ferrara),
- Віджевано (італ. Vigevano) — з 1227.

## Спільне урядування
Окрім військового союзу, Ломбардська ліга була одним із перших прикладів конфедеративної системи складеної з комун. Дійсно, Ліга мала окрему раду своїх членів, яка називалася Universitas, що складалася з представників, призначених окремими комунами, і яка приймала рішення більшістю голосів в різних сферах, наприклад, прийом нових членів, війна та мир з імператором. Повноваження, які з роками зростали дедалі більше, так що Universitas отримав регулятивну, податкову та судову владу — систему, порівнянну із системою сучасної республіки.
Якщо в період першої Ліги комуни мали мало спільного з конфедеративними справами, а члени Universitas були незалежними, то в період другої Ліги муніципалітети отримали певний вплив, але, як противага, члени Universitas були більш залучені до політики муніципальної ради. Крім того, ліга скасувала мита, тим самим представляючи себе як митний союз.